# Венедеевка
Венедеевка — деревня в Меленковском районе Владимирской области России, входит в состав Ляховского сельского поселения.

## География
Деревня расположена в 10 км на запад от центра поселения села Ляхи и в 9 км на восток от райцентра города Меленки.

## История
В конце XIX — начале XX века деревня входила в состав Ляховской волости Меленковского уезда, с 1926 года — в составе Муромского уезда. В 1859 году в деревне числилось 23 двора, в 1905 году — 29 дворов, в 1926 году — 44 двора.
С 1929 года деревня входила в состав Пановского сельсовета Ляховского района, с 1959 года — в составе Меленковского района, с 2005 года — в составе Ляховского сельского поселения. 

## Население
| 1859 | 1905 | 1926 | 2002 | 2010 | 2021 |
| ---- | ---- | ---- | ---- | ---- | ---- |
| 135  | ↗196 | ↘195 | ↘21  | ↗24  | ↗27  |